# 多夫·卡米利
阿道夫·路易斯·卡米利（英語：Adolph Louis Camilli，1907年4月3日—1997年10月21日），為美國職棒大聯盟的一壘手。職業生涯曾效力過小熊、費城人、道奇與紅襪等隊。他在1941年拿下全壘打王、打點王、以及最後的MVP大獎。該年也幫助道奇打進睽違21年的世界大賽。他的兒子Doug是一名1960年代的大聯盟捕手。他的哥哥Frankie Campbell則是一名拳擊手，不過他哥哥在1930年因為一場拳擊賽造成腦出血去世，享年僅26歲。

## 職業生涯
卡米利在小聯盟打了8年後，終於在1933年登上大聯盟。1934年6月，他被交易至費城人。1935年至1937年，卡米利都能穩定繳出至少25轟的成績。1937年，儘管他的上壘率為聯盟第一，但他的無差別揮擊也讓他吞下了不少三振。1934年，他才追平哈克·威爾森的單季94次三振紀錄，隔年他直接將紀錄推高至113次。
1938年3月，他被交易至道奇隊。後面的5個球季，他也四次達成單季至少100分打點。他也在1939年和1941年入選了明星賽，甚至成為球隊隊長。1939年，他成為第一位3次單季吞下超過100次三振的選手。1941年，他超越了由瑞比·馬蘭維爾保持的國聯打者最多三振紀錄。這年他以34轟與120分打點分別拿下全壘打王和打點王。道奇隊也順利闖進世界大賽，不過卡米利在世界大賽的打擊率僅1成67，最後道奇5場比賽就被淘汰。
1942年，卡米利的全壘打數和打點數都排在國聯第二。該年他還打破了由札克·惠特保持的道奇隊史全壘打紀錄。1943年7月，卡米利被交易到巨人。不過他拒絕向道奇隊的世仇報到，反而跑去西岸聯盟執教。
1945年，他加入了紅襪隊。該年他的打擊率為2成12，並敲出2轟。結束了他大聯盟的最後一個賽季。

## 晚年
退休後，卡米利又回到了西岸聯盟擔任總教練。1948年，他還帶領球隊打進冠軍賽。後來他到了洋基和天使隊擔任球探，最後他在天使隊擔任春訓指導員。
1984年，卡米利入選道奇名人堂。1997年，卡米利因病去世，享壽90歲。

### 生涯打擊數據
| 出賽數 | 打席 | 打數 | 得分 | 安打 | 二安 | 三安 | 全壘打 | 打點 | 盜壘 | 保送 | 三振 | 打擊率 | 上壘率 | 長打率 | 觸身球 | 守備率 |
| 1490   | 6354 | 5353 | 936  | 1482 | 261  | 86   | 239    | 950  | 60   | 947  | 961  | .277   | .388   | .492   | 28     | .990   |

## 外部連結
- 球員資訊和成績在MLB ，ESPN ，Retrosheet ，Baseball Reference ，Baseball Reference (Minors) ，Fangraphs ，The Baseball Cube ，Baseball Almanac （英文）